# Distrikt Tinco
Der Distrikt Tinco liegt in der Provinz Carhuaz in der Region Ancash in West-Peru. Der Distrikt wurde am 30. September 1941 gegründet. Er besitzt eine Fläche von 15,8 km². Beim Zensus 2017 wurden 3608 Einwohner gezählt. Im Jahr 1993 lag die Einwohnerzahl bei 2514, im Jahr 2007 bei 2939. Die Distriktverwaltung befindet sich in der 2588 m hoch gelegenen Ortschaft Tinco mit 1010 Einwohnern (Stand 2017). Tinco liegt 3,5 km westnordwestlich der Provinzhauptstadt Carhuaz.

## Geographische Lage
Der Distrikt Tinco liegt am rechten Flussufer des Río Santa im zentralen Norden der Provinz Carhuaz.
Der Distrikt Tinco grenzt im Westen an den Distrikt Ataquero, im Nordwesten an den Distrikt Mancos (Provinz Yungay), im Nordosten an den Distrikt Amashca sowie im Osten und im Süden an den Distrikt Carhuaz.